# Jeanne Loiseau
Jeanne Loiseau, nascuda el 6 de març de 1854 a Batignolles-Monceau i morta el gener de 1921 a París, és una dona de lletres francesa, coneguda sota el nom de ploma de Daniel-Lesueur.
Es va donar a conèixer a molts gèneres literaris : poesies, novel·les, contes i nouvelles, traducció en francès dels poemes d'autors anglosaxons (era totalment bilingüe), crítica literària a L'Indépendance belge, al Temps, al Le Figaro i va fer de periodista al periòdic feminista fundat per Marguerite Durand, La Fronde (1897-1903), així com a la revista Femina (1910-1912), i a La Renaissance politique, littéraire et artistique (1913-1920). Donà a més diverses conferències, sobretot en el marc de la Universitat des Annales d'Adolphe Brisson, i en presidí d'altres. També va experimentar amb el teatre en tres ocasions
Fou també fundadora i administradora d'obres filantròpiques d'importància i es distingí per una energia extraordinària al servei dels seus conciutadans i dels refugiats, tant francesos com belgues, de les zones envaïdes per l'enemic durant la Primera Guerra Mundial. Vicepresidenta de la Societat des Gens de Lettres, també fou fundadora i presidenta efectiva del Denier des veuves de la SGDL (1913-1921) i presidenta-fundadora de l'Ajuda a les Dones de Combatents (1914-1919)
Va ser membre del jurat Femina-Vida Feliç des de la seva creació (1904-1921).

## Biografia
Alice Jeanne Victoire Loiseau va néixer el 6 de març de 1854 al municipi de Batignolles-Monceau, d'un pare lionès inventor i negociant i d'una mare d'origen irlandès, descendent del polític Daniel O'Connell, dit l'"Alliberador dels catòlics". És la tercera d'una família de cinc nens, dels quals dues germanes havien mort amb poca edat i un germà gran havia mort a Frœschwiller (Baix Rin) a l'agost de 1870. Com que els seus pares havien perdut la seva fortuna, va ser au-pair a Londres a casa d'uns amics de la seva mare poc després de la guerra de 1870; cap a 1875, a la seva tornada a França, impartia classes particulars per guanyar-se la vida i va esdevenir lectora a casa d'un acadèmic, Auguste Cuvillier-Fleury. Tot d'una que va poder es posà a escriure obres en vers i en prosa.
A més d'un gran talent, fou una treballadora acarnissada i va cultivar fidels amistats literàries (Leconte de Lisle, Sully Prudhomme, François Coppée, José-Maria d'Heredia, Henry Roujon, Victorià Sardou, etc.; però també Juliette Adam, Séverine, Marguerite Durand, comtessa Anna de Noailles, duquessa de Rohan, baronne de Baye etc.).
La seva fama literària és ràpidament reconeguda per l'Acadèmia francesa, que li concedeix diversos premis per gèneres literaris diferents : poesia (preu Montyon 1883, premi de poesia de l'Acadèmia francesa 1885, premi Archon-Despérouses 1890), novel·la (premi Montyon 1883, premi de Jouy 1890), traducció (premi Langlois 1892).

Els dos primers reculls apareguts (la novel·la amb Calmann-Levy, i el recull de poesies amb Alphonse Lemerre) són doncs coronats el mateix any : 1883; Camille Doucet, secretari de l'Académie, va indicar les raons de la tria de l'Acadèmia amb relació a Jeanne Loiseau:
| « | Sota els títols Le Mariage de Gabrielle et Fleurs d'avril, Jeanne Loiseau ens va presentar dos volums, un en vers i l'altre en prosa, i tots dos varen captar l'atenció de l'Académie. Els versos s'encomanen a la prosa, la prosa s'encomana al vers, i l'autor d'aquest doble treball s'encomana personalment a un gran coratge, una rara intel·ligència i un vertader talent. Amb vint anys, ja ha sofrit, i compara tristament els seus versos amb "Flors d'abril", que s'atreveixen a néixer entre la pluja i els calfreds: Mes vers n'ont pas d'autre grâce. Avril capricieux passe, Il faut en cueillir les fleurs. Mon printemps d'azur et d'ombre, Dans ce livre, miroir sombre. Met son sourire et ses pleurs | » |

La tria del seu pseudònim, imposat per l'editor de les seves primeres dues novel·les, Calmann-Lévy, li ve d'un dels seus avantpassats maternals Daniel O'Connell i del nom de soltera de la seva mare Marie Henriette Lesueur. Reconeix que la tria va ser precipitada i que no li agradava; tanmateix, no el va canviar, i deia l'any 1912 : « Avui afegeixo un guionet, per evitar que la gent em digui « Mme Lesueur », que és lleig i inexacte. Perquè sóc Mme Lapauze, i en literatura Daniel-Lesueur, però mai Mme Lesueur ".
Convé d'anotar que el gran editor de les obres de Daniel Lesueur és Alphonse Lemerre, l'editor dels Parnassiens de 1882 a 1908, Calmann-Lévy només va editar les 2 primeres novel·les; Plon, Plon-Nourrit i Pierre Lafitte, seran els seus editors després de 1908.
La seva admissió com sòcia de la SGDL no li va ser donada tan fàcilment com hauria : contra tota expectativa (havent publicat una bona desena de novel·les, 2 reculls de poesies i molts articles publicats a diversos periòdics, i malgrat 3 premis concedits per l'Acadèmia francesa, l'auspici de François Coppée i de Camille Flammarion), i l'informe molt favorable de Henri Gourdon de Genouillac, la seva admissió a la Societat des Gens de Lettres el 29 de desembre de 1890 li és rebutjada perquè és una dona. Aquest rebuig va ser l'ocasió d'una protesta general de tota la premsa, de tota tendència política (març 1891). Va haver de renovar la seva candidatura l'any següent, sota l'auspici de François Coppée i d'André Theuriet, i va ser acceptada.
Participa en la Fronde, periòdic feminista de Marguerite Durand, des de desembre de 1897 (una novel·la inèdita hi serà publicada en fulletons); fins a la desaparició del periòdic l'any 1903, publica una crònica regular molt apreciada, 2 o 3 vegades al mes, tot prosseguint l'escriptura de noves novel·les.
És l'única dona a intervenir a la tribuna de sessions plenàries del Congrés Internacional del comerç i de la indústria, en el moment de l'Exposició universal de 1900, presentant un informe sobre « l'evolució femenina ». Aquest informe és desenvolupat i editat l'any 1905 sota el títol : L'Evolució femenina, els seus resultats econòmics. Havia presentat prèviament des de març de 1900 les principals conclusions a les seves companyes periodistes i a les lectores de la Fronde (març 1900). Hi reclama la igualtat dels salaris entre els sexes, així com un sou per a les noies-mares, les vídues, les dones soles i les divorciades, i recomana una reforma del casament.
El 16 d'agost de 1900, Georges Leygues crea un precedent condecorant una dona amb la Legió d'honor; és anomenada cavaller amb l'auspici de Sully Prudhomme. És la cinquena dona des de la creació de l'Ordre l'any 1804 a ésser promoguda oficial.
El 18 de gener de 1904 es casa amb Henry Lapauze, crític d'art reputat, conservador-adjunt, i conservador del Petit Palais,[N 1]. Crea al novembre de 1913 la revista quinzenal El Renaixement polític, literari i artístic, i afegeix dos suplements : El Renaixement del turisme (l'any 1916) i El Renaixement de l'art i de les indústries de luxe l'any 1918, i funda un premi literari l'any 1921 : el preu de La Renaissance (concedit fins a l'any 1939) d'un valor anual de 6 000 francs, dels quals els presidents del jurat són Léon Bérard (preu 1922), Mme Colette, etc.

## Obres de teatre
- Fiancée, drama en 4 actes representat el 20 d'octubre de 1894 al Teatre del Odéon i al Teatre Molière a Brussel·les al febrer 1895
- Hors du mariage, obra en 3 actes representada el 26 de juny de 1892 al Teatre feminista Internacional fundat a París per Marya Chéliga-Loewy (Maria Szeliga), el 25 de juny de 1897 al teatre dels Menús Plaisirs, a Brussel·les al Alhambra, així com a Milà i Moscou. Escenifica la història d'Hélène Marinval, professora i mare no casada; i és considerada com "molt impertinent, molt vibrant, d'una franca revolta contra les mentides convencionals"[5] L'autora hi defensa "el dret a l'amor". Catulle Mendès testifica, a la sortida de la primera representació : « De fet, la peça hauria pogut serrepresentada sigui al Vaudeville, sigui al Gimnàs, sigui al Odéon; no hauria deixat d'agradar, ni d'emocionar. "
- Le Masque d'Amour, drama en 5 actes representat el 10 d'octubre de 1905, al teatre Sarah Bernhardt a París, amb Sarah Bernhardt (32 representacions), a continuació a Brussel·les.[6]

Litiga per a la creació d'una Acadèmia literària de dones i denuncia les desigualtats que tocaven els membres del seu gènere : forma part del jurat del premi de la Vie heureuse, avantpassat del premi Femina, des de la seva creació l'any 1904; n'és d'altra banda la presidenta l'any 1906.
És també presidenta del premi Sully Prudhomme l'any 1907, copresidenta del premi dels Anals (amb André Theuriet) i membre de diversos altres jurats literaris.
Postula al Comitè de la Societat des Gens de Lettres. Després d'haver fracassat l'any 1900, espera al març de 1907 per representar-se i és elegida al Comitè de la SGDL : aquesta va ser la tornada d'una dona després del pas de George Sand, després de 50 anys d'absència de tota dona al Comitè de la SGDL, però contràriament al seu predecessor, Daniel-Lesueur participa en totes les reunions del Comitè. El seu paper efectiu i eficaç va permetre a altres dones de lletres d'accedir més endavant al Comitè i al despatx de la SGDL : Jean Dornis, Lya Berger, Jeanne Landre, Camille Marbo, etc.
És la fundadora d'una obra d'ajuda a les vídues d'escriptors sense recursos, el « Denier des Veuves de la Société des Gens de Lettres » l'any 1913, i és la presidenta efectiva fins a la seva mort.
Quan esclata la guerra, para d'escriure novel·la, i pren la ploma únicament per defensar la memòria dels soldats, revoltar-se contra l'ocupant i remuntar la moral dels francesos : L'ànima de França. Escriu en prosa o en vers, i diversos poemes a la glòria dels combatents (sobretot : Als artillers de la 5° Bateria…, Als salvadors de París, A Gallieni, etc), o homenatges particulars (A La seva Majestat la Reina Elisabeth de Bèlgica aparegut als Sonets de Guerra publicats l'any 1916 en benefici dels soldats mutilats, Als Estats Units d'Amèrica, O Llibre!) són recitats a la Sorbonne.
Funda una segona obra filantròpica d'importància : l'Ajuda a les Dones de Combatents (des del 9 d'agost de 1914), de la qual és presidenta durant tota la guerra; aquesta obra distribueix 1 milió de francs d'aliment, desenes de milers de peces de roba, i crea al Pavelló Ledoyen, una clínica mèdica i quirúrgica on són es fan milers de consultes i operacions importants. Aquesta policlínica és dirigida pel Doctor Auguste Casséus.
Durant la Guerra, crea al març de 1915 amb altres dones « La Croada de les Dones franceses », i n'és la presidenta de 1916 fins a l'Armistici. Al juny de 1918, crea amb Mary Mather una « Llar de soldat al front », i intervé activament amb la seva presència i dona classes d'anglès als soldats del front.
Exhausta per les diferents obres d'assistència a les quals es consagrava, donant tot el seu temps i usant-hi les seves forces, « va sucumbir als cansaments que, per amor de França, per als seus soldats i per a les seves famílies, s'havia imposat voluntàriament » (El Temps, del 4 de gener de 1921).
Mor sobtadament el 3 de gener de 1921 al « Petit Palais » que precedeix el museu de les belles arts de París, del qual el seu marit era el conservador. Serà inhumada al cementiri Montparnasse alguns dies més tard, a la concessió familiar Loiseau.

## Guardons i posteritat[calcitació]
L'Académie française li concedeix cinc premis abans de 1900, per obres concretes, i posteriorment li concediran un sisè premi: el Gran prix Vitet el 1905, pel conjunt de la seva obra. Cap dona de lletres no havia estat abans tan distingida.
Moltes novel·les foren objecte d'adaptacions cinematogràfiques entre 1916 i 1921, i molts de poemes foren recitats per socis de la Comédie française, o musicats.
Un gran nombre de novel·les han estat traduïdes a 15 llengües estrangeres, com l'esperanto, anglès, alemany, espanyol, danès, txec, italià i fins i tot en suec, rus, hongarès i polonès.
Al VII districte de París, l'avinguda Daniel-Lesueur porta el seu pseudònim des de 1912.

## Obra

### Novel·les

#### Díptics
- Lointaine revanche: L'Or sanglant (Éditions Alphonse Lemerre, 1900) i La Fleur de Joie (Éditions Lemerre, 1900)
- Mortel secret: Lys Royal (Éditions Lemerre, 1902) i Le Meurtre d'une âme (Éditions Lemerre, 1902)[8]
- Le Masque d'amour: Le Marquis de Valcor (Éditions Lemerre, 1904)[9] i Madame de Ferneuse (Éditions Lemerre, 1904)[10]
- Calvaire de femme: Fils de l'amant (Éditions Lemerre, 1907) i Madame l'ambassadrice (Éditions Lemerre, 1907)
- Du sang dans les ténèbres: Flaviana princesse (Éditions Lemerre, 1910) i Chacune son rêve (Éditions Lemerre, 1910)[11]

#### Altres novel·les
- Le Mariage de Gabrielle (Calmann-Lévy, 1882) - Prix Montyon de l'Académie française
- L'Amant de Geneviève (Calmann-Lévy, 1883)
- Marcelle, étude parisienne (Éditions Lemerre, 1885)
- Un mystérieux amour (Éditions Lemerre, 1886)
- Amour d'aujourd'hui (Éditions Lemerre, 1888)
- L'Auberge des Saules (Éditions Lemerre, 1890)
- Névrosée (Éditions Lemerre, 1890)
- Une vie tragique (Éditions Lemerre, 1890)
- Passion slave (Éditions Lemerre, 1892)
- Justice de femme (Éditions Lemerre, 1893)
- Haine d'amour (Éditions Lemerre, 1894)
- À force d'aimer (Éditions Lemerre, 1895)
- Invincible Charme (Éditions Lemerre, 1897)
- Comédienne (Éditions Lemerre, 1898), couronné par l'Académie française (prix de Jouy)
- Lèvres closes (Éditions Lemerre, 1898)
- Au-delà de l'amour (Éditions Lemerre, 1899)
- La Fleur de joie (Éditions Lemerre, 1900)
- L'Honneur d'une femme (Éditions Lemerre, 1901)
- Le cœur chemine (Éditions Lemerre, 1903)
- La Force du passé (Éditions Lemerre, 1905)
- Nietzschéenne (Éditions Plon, 1908), paru dans L'Illustration en 1907
- Le Droit à la force (Éditions Plon, 1909)
- Une âme de vingt ans (Pierre Lafitte, 1911)
- Au tournant des jours (Gilles de Claircœur), (Plon, 1913), d'abord paru dans L'illustration sous le titre Gilles de Claircœur en 1911

### Recull de nouvelles
- Fiancée d'outre-mer, Péril d'amour, Justice mondaine i Une mère (Éditions Lemerre 1901)

### Poesia
- Fleurs d'avril, poèmes (édit. Lemerre, 1882) - Prix Montyon de l'Académie française
- "Sursum corda !" pièce de vers… (Lemerre, 1885) - prix de poésie de l'Académie française
- Pour les pauvres, 1890, prologue dit par Plantilla:Mlle Rachel Boyer… sous la tente Willis, à la Ville-d'Avray le 23
- Rêves et Visions (Souvenirs ; Visions divines ; Visions antiques ; Sonnets philosophiques ; Échos et Reflets ; Paroles d'amitié ; Paroles d'amour) (Éditions Lemerre, 1889) - Couronné par l'Académie française (prix Archon-Despérouses)
- Poésies de Daniel Lesueur (Visions divines ; Les Vrais Dieux ; Visions antiques ; Sonnets philosophiques ; "Sursum corda !" Souvenirs ; Paroles d'amour) (Éditions Lemerre, 1896[12]

### Assajos
- L'Évolution féminine, ses résultats économiques (Éditions Lemerre, 1905)
- Pour bien tenir sa maison (Pierre Lafitte, Plantilla:Coll, 1911) (préface de Daniel Lesueur)[13]
- Un foyer du soldat au front. Le foyer du soldat Mary Mather à l'armée du général Humbert (Éditions La Renaissance, 1919), monographie

### Traduccions
- Obres completes de lord Byron, traducció nova, precedida d'un assaig sobre lord Byron (édit. Lemerre, 1891) Els 2 primers volums són coronats per l'Acadèmia francesa (premi Langlois); un 3° i últim volum sortirà l'any 1905 a les edicions Lemerre